# It's Called a Heart
It's Called a Heart è un singolo del gruppo musicale britannico Depeche Mode, pubblicato il 16 settembre 1985 come secondo estratto dalla seconda raccolta The Singles 81-85.
Il brano nel lato B, Fly on the Windscreen, è stato remixato e incluso nell'album Black Celebration, uscito l'anno successivo.

## Video musicale
Il video è stato il secondo video del gruppo ad essere diretto da Peter Care e girato a Berkshire. Girato sia di giorno che di notte, vede il gruppo eseguendo il brano in mezzo ad un campo di granoturco con delle strane maschere africane fatte con dei pezzi metallici e con gli occhi abbaglianti; nel video compaiono delle televisioni e delle telecamere in cui si vede di tanto in tanto Dave Gahan cantare la canzone. Verso la fine del video compare una croce di paglia andare a fuoco.

## Tracce
Testi e musiche di Martin L. Gore.
1. It's Called a Heart (Single Version) – 3:46
2. Fly on the Windscreen (Single Version) – 5:05

## Classifiche
| Classifica (1985) | Posizione massima |
| ----------------- | ----------------- |
| Belgio (Fiandre)  | 31                |
| Finlandia         | 11                |
| Francia           | 29                |
| Germania          | 8                 |
| Irlanda           | 5                 |
| Italia            | 16                |
| Paesi Bassi       | 47                |
| Regno Unito       | 18                |
| Svezia            | 7                 |
| Svizzera          | 7                 |